# Trinitatiskirche (Stadl-Paura)

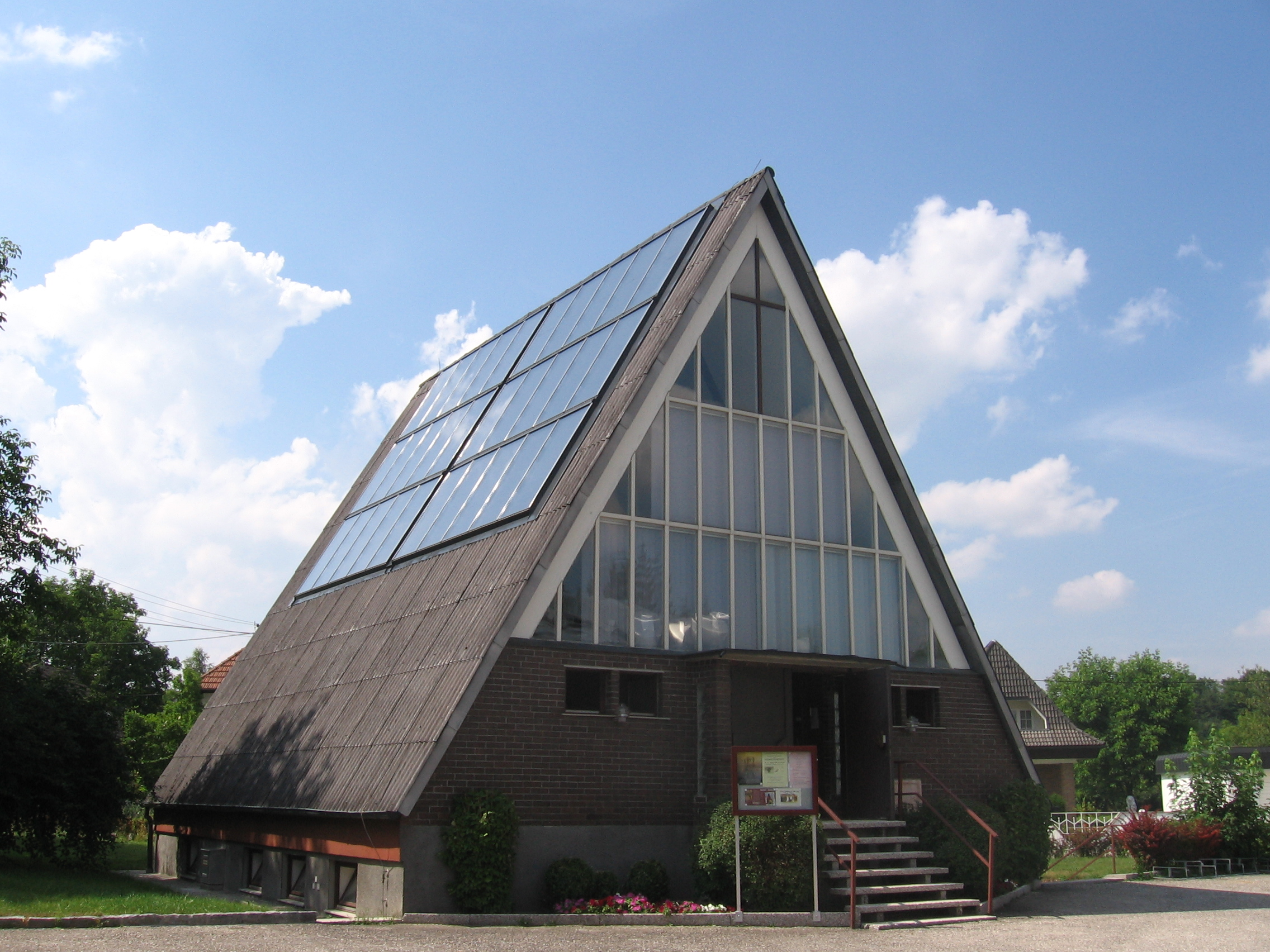
Trinitatiskirche Stadl-Paura

Die Trinitatiskirche ist die evangelische Gemeindekirche der Stadtgemeinde Stadl-Paura im Bezirk Wels-Land in Oberösterreich. Sie gehört der Evangelischen Superintendentur A. B. Oberösterreich an.

## Geschichte
Aufgrund der Flüchtlingsbewegung nach dem Zweiten Weltkrieg stieg die Zahl der in Stadl-Paura ansässigen Protestanten, so dass für eine umfassendere seelsorgerische Betreuung eine Predigtstation in einer Baracke des Flüchtlingslagers begründet wurde, bevor 1960 ein Betsaal in einem angekauften Haus eingerichtet werden konnte. 1964 wurde Stadl-Paura zunächst Filialgemeinde der Evangelischen Kirchengemeinde Wels und 1970 schließlich eine selbständige evangelische Pfarrgemeinde. Da die Finanzierung eines Kirchenneubaus die Möglichkeiten der Gemeinde überstieg, wurde das Angebot der Evangelischen Kirche im Rheinland auf Überlassung einer der evangelischen Kirchengemeinde der Annakirche in Aachen gehörenden versetzbaren Kleinkirche angenommen, wobei Stadl-Paura selbst für die Kosten der Translozierung aufzukommen hatte. Diese war zuvor als Notkirche in den 1950er-Jahren in Aachen erbaut und als Bonhoefferkirche eingeweiht worden. Im März 1974 erfolgten Abbau und Transport der Kirche nach Stadl-Paura, und bereits am 1. Adventsonntag 1974 konnte ihre Einweihung als Trinitatiskirche durch Superintendent Leopold Temmel vollzogen werden.

## Architektur
Die in Stadl-Paura zur Aufstellung gelangte „versetzbare Kleinkirche“ geht auf einen Prototyp des Düsseldorfer Architekten Helmut Duncker zurück, der im Rahmen eines seitens der Evangelischen Kirche im Rheinland ausgeschriebenen bundesweiten Architektenwettbewerbs den Typ einer schnell auf- und abzubauenden Montagekirche in Zeltform als Fertigteilbau entwickelt hatte. Das „Modell Duncker“ hatte sich dabei, so die Jury, wegen „großer Schlichtheit im Äußeren und im Inneren“ wie auch durch die „angemessene Lebensdauer und die Eigenschaft der Montierbarkeit“ ausgezeichnet. Die Kirchen wurden ab 1963 im Auftrag der Rheinischen Landeskirche in insgesamt 27 Exemplaren produziert und kamen bei verschiedenen Mitgliedsgemeinden zum Einsatz, aber auch in der Holzkirche Schönebeck in Bremen, wobei mehrere dieser Kirchen später an einen anderen Standort umgesetzt wurden.
Für die Namensgebung Trinitatiskirche war primär die architektonisch vorgegebene Dreiecksform von Fassade und Raumquerschnitt der Kirche maßgebend gewesen. Daneben gab aber auch die über dreiseitigem Grundriss errichtete barocke Dreifaltigkeitskirche Stadl-Paura, erbaut 1714 bis 1724 von Johann Michael Prunner im Auftrag von Stift Lambach, einen Ausschlag für die Dedikation, so dass der katholischen Wallfahrtskirche eine evangelische Pfarrkirche bewusst gegenübergestellt wurde. Die funktional bedingte Zeltform der Trinitatiskirche verweist zugleich auf symbolischer Ebene auf die Schechina der jüdischen Tradition, das Zeltheiligtum, das im Buch Exodus (40,1 ) als Inbegriff der Nähe und Präsenz Gottes das durch die Wüste wandernde Gottesvolk begleitete, aber auch bei der Landnahme Kanaans mitgeführt wurde (Jos 18,1 ), schließlich in den salomonischen Tempel überführt wurde (1 Kön 8,3–9 ) und als Zelt Gottes unter den Menschen in der Offenbarung des Johannes (21,3 ) aufgegriffen wurde.